# La Chana (Borrenes)
La Chana es una localidad del municipio de Borrenes, en El Bierzo, provincia de León, Castilla y León, España. 
Limita al norte con Borrenes, al este con Paradela de Muces, al sur con Voces y al oeste con Carucedo.
- Datos: Q18286130